# Racecourse Ground
Racecourse Ground (en galés Y Cae Ras) es un estadio multiusos situado en Wrexham, una ciudad al norte de Gales (Reino Unido). Es el campo del Wrexham Football Club desde su fundación en 1872 y alberga partidos internacionales de la selección de fútbol de Gales y desde 2010 es la sede del Crusaders Rugby League, equipo local de rugby a 13. También ha servido como sede de varios equipos de la Premier League de Gales en partidos de competiciones europeas como la Liga de Campeones.
Racecourse Ground está reconocido por el Libro Guinness de los Récords como el estadio más antiguo aún existente que haya albergado un partido oficial de fútbol internacional, ya que fue la sede del primer encuentro de la selección galesa en 1877 frente al combinado de Escocia. A lo largo de su historia también ha albergado carreras de caballos, rugby a 15 y críquet.

## Historia

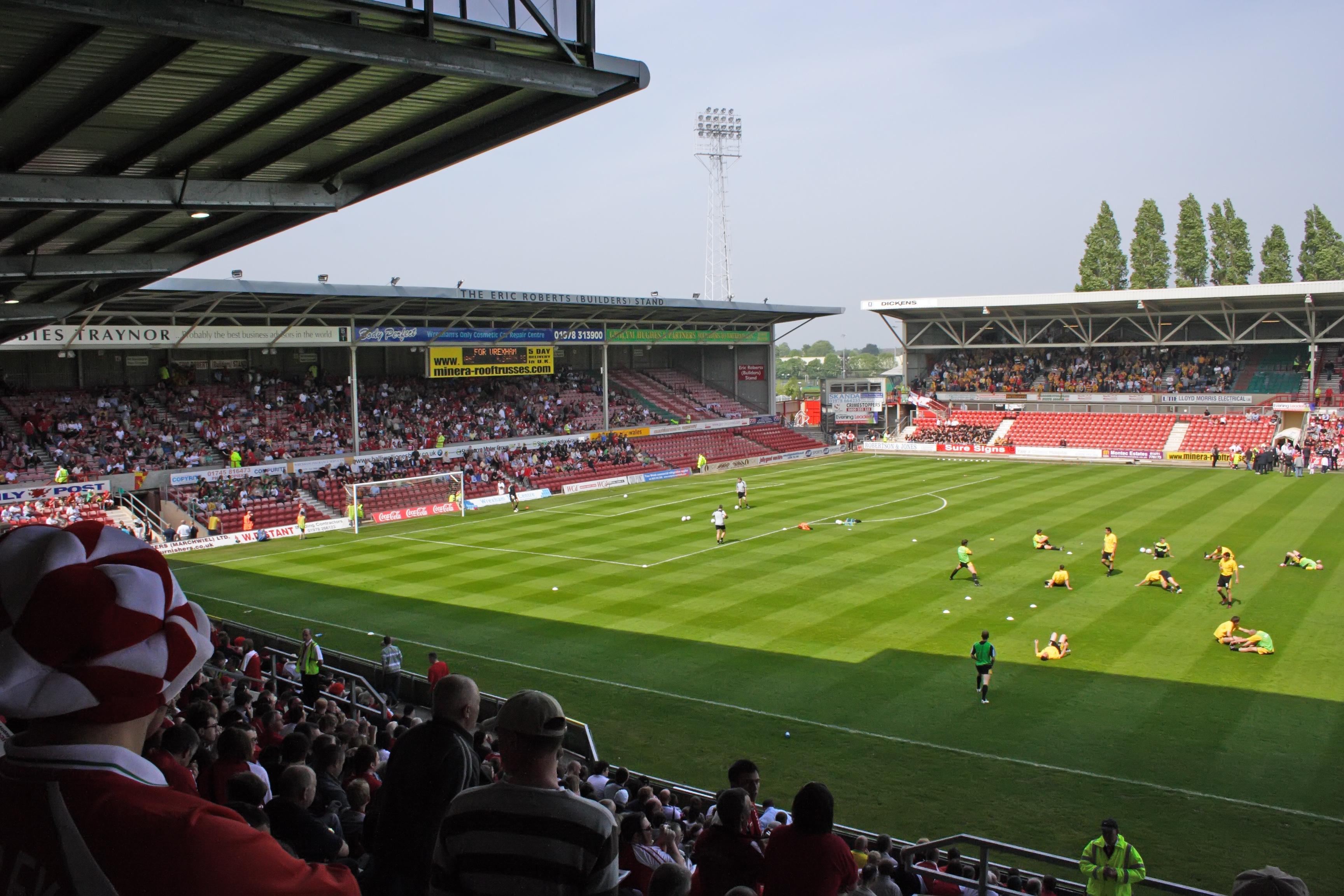
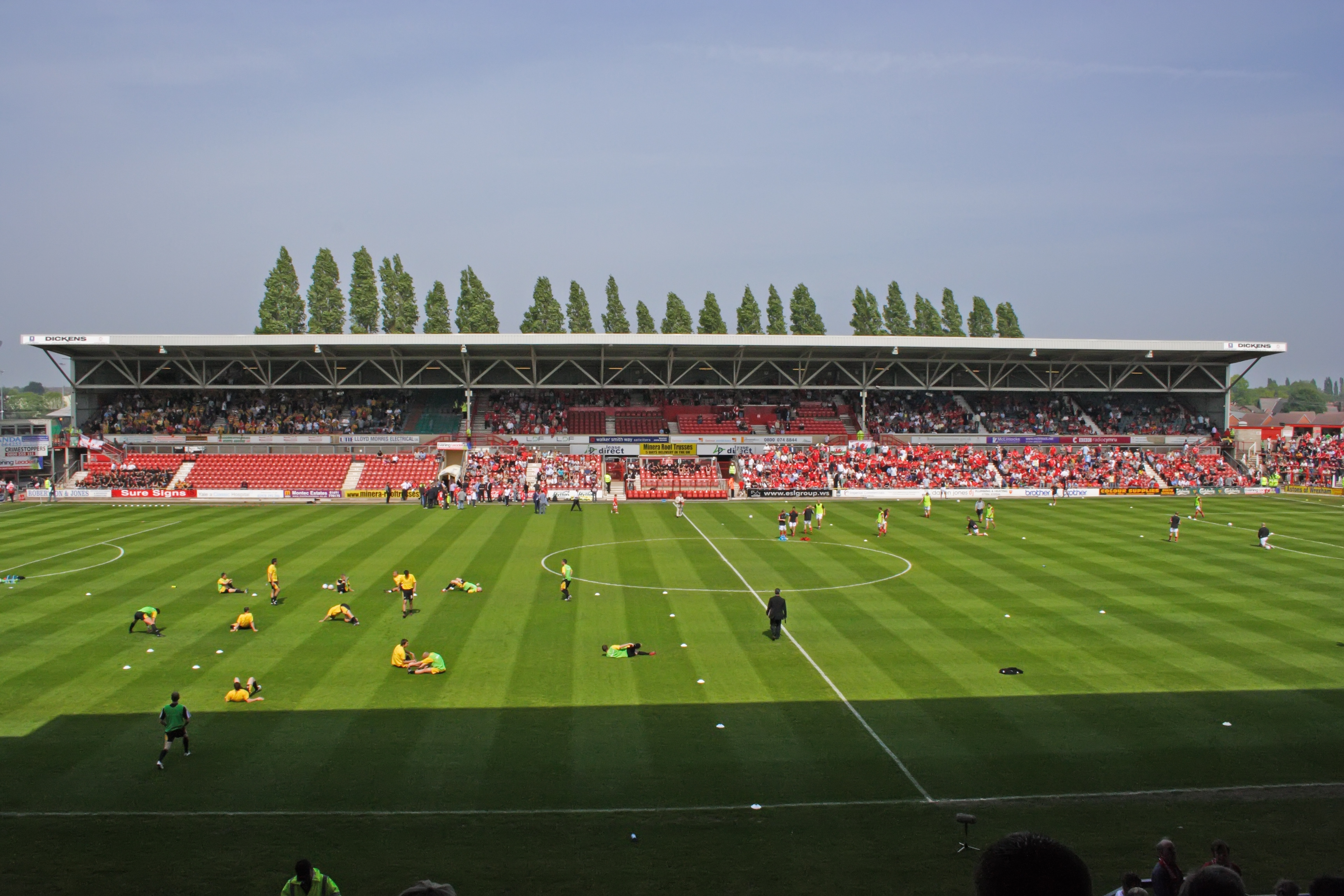

El estadio se construyó en 1872 como campo de fútbol para el recién creado Wrexham Football Club, sobre unos terrenos hasta entonces utilizados para encuentros de críquet y carreras de caballos. El 5 de marzo de 1877 Racehorse Ground albergó el primer partido de la selección de fútbol de Gales, una derrota frente a la selección de Escocia por 2:0.
Pese a que se han celebrado múltiples acontecimientos en el campo, éste destacó especialmente como sede del Wrexham Football Club y de la selección de fútbol de Gales en sus primeros encuentros amistosos. Durante todo ese tiempo, el campo perteneció a la empresa cervecera Dudley Breweries. En 1952 se emprendió la primera reforma del campo, con la construcción de un nuevo graderío conocido como The Kop, que actualmente es la parte más antigua del recinto. En 1957 Racecourse Ground logró su mayor asistencia, cuando 34 445 espectadores acudieron a un encuentro de la FA Cup frente al Manchester United.
Con la entrada en vigor del Informe Taylor en 1989, se iniciaron obras de acondicionamiento que redujeron el aforo y modernizaron la instalación. Todas las localidades de pie se suprimieron, y desde 1999 el campo cuenta con 15 500 asientos. En 2006, el Wrexham FC se convirtió en su propietario.